# Nocedo (Burgos)
Nocedo es una localidad situada en la provincia de Burgos, en la comunidad autónoma de Castilla y León (España), comarca de Páramos, ayuntamiento de Valle de Sedano.
Cuenta con un despoblado llamado Trescasas.

## Datos generales
En 2023, contaba con 12 habitantes, está situado 7 km al norte de la capital del municipio, Sedano, en el Espacio Natural conocido como de Hoces del Alto Ebro y Rudrón. 
Acceso rodado desde la carretera BU-514. Desde el núcleo parten dos caminos, el del norte comunica con Cortiguera en el cañón de Ebro; el del sur con Gredilla de Sedano en el valle del río Moradillo. Al este se sitúa la Hoya de Huidobro.

## Historia
Lugar que formaba parte, del Valle de Sedano en el Partido de Burgos, uno de los catorce que formaban la Intendencia de Burgos, durante el periodo comprendido entre 1785 y 1833, en el Censo de Floridablanca de 1787, jurisdicción de señorío siendo su titular el Marqués de Aguilar, regidor pedáneo.
Antiguo municipio de Castilla la Vieja en el Partido de Sedano código INE-095081, que en el censo de la matrícula catastral contaba con 9 hogares y 32 vecinos. Entre el censo de 1857 y el anterior, este municipio desaparece porque se integra en el municipio de 09146 Gredilla de Sedano.